# Asplenium lindeni
Asplenium lindeni là một loài dương xỉ trong họ Aspleniaceae. Loài này được Hook. mô tả khoa học đầu tiên.
Danh pháp khoa học của loài này chưa được làm sáng tỏ. 